# Луговая (Талицкий муниципальный округ)
Луговая — деревня в Талицком городском округе Свердловской области России.

## География

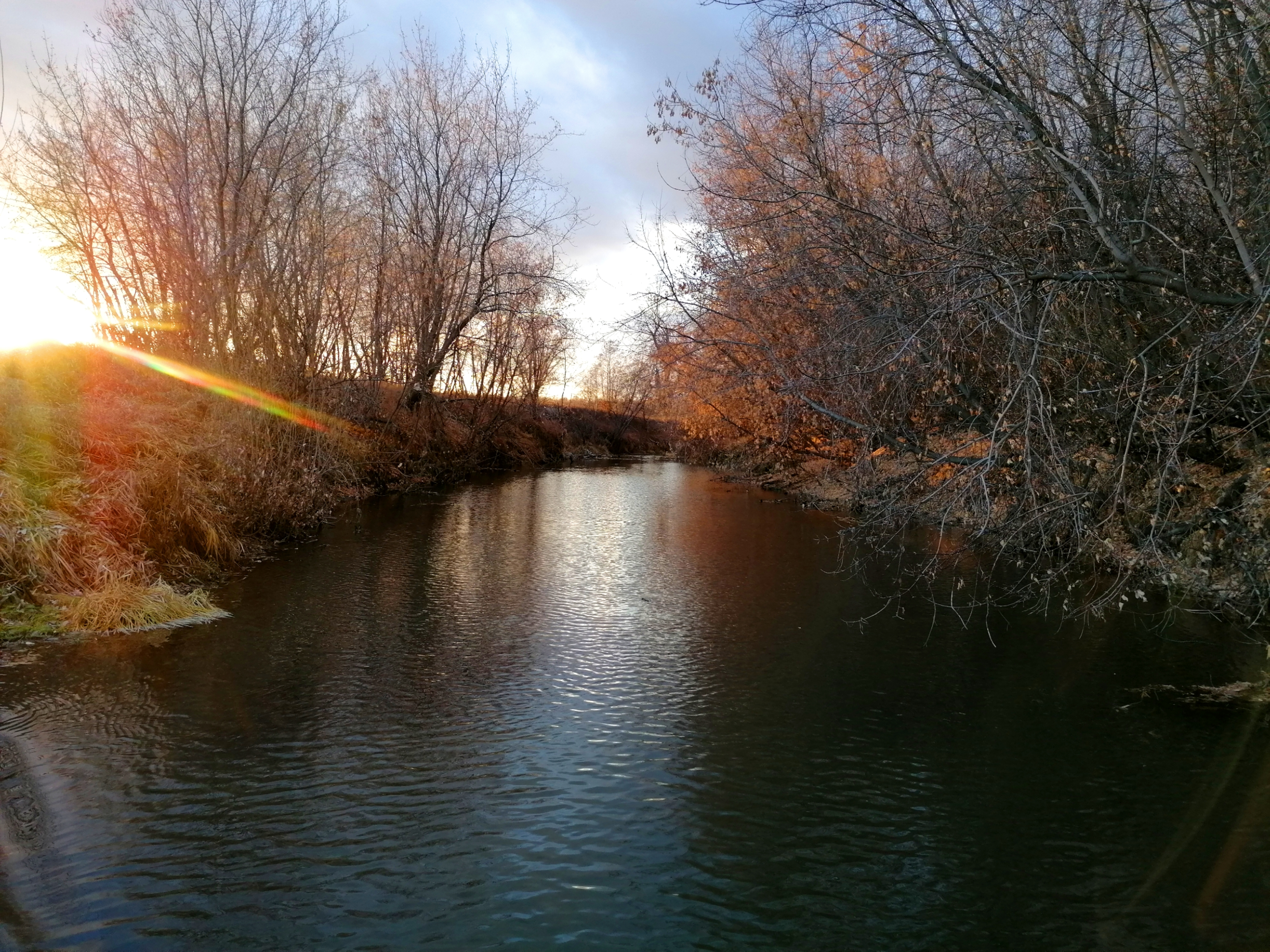
Река Юрмыч

Деревня Луговая расположена в 7 километрах к северо-западу от города Талицы (по автодороге — в 8 километрах), на возвышенном левом берегу реки Юрмыч, в нижнем течении. Севернее деревни пролегает Транссибирская магистраль. Вблизи северной окраины поселения на магистрали находится остановочный пункт 2023 км Свердловской железной дороги
Юрмыч огибает Луговую с северо-запада, запада и юга. Близ его берегов расположено много лесов: Юрмытские рощи, Ясельки, Правобережная, Черкленольская, Кабанья, Старомостовская, Крючковая, Малолуговская и Новомлстовская рощи. Юго-западнее деревни находится Луговской бор.

## Население
| 2002 | 2010 | 2021 |
| ---- | ---- | ---- |
| 296  | ↘285 | ↘189 |

## Инфраструктура
- Луговской филиал МКДОУ «Детский Сад Им. 1 Мая» (бывший МКДОУ "Детский Сад № 56 «Василёк») — ул. Кузнецова, д. 22кА
- Луговской дом досуга — ул. Кузнецова, д. 14А
- Луговская сельская библиотека — ул. Кузнецова, д. 14А
- Медпункт — ул. Кузнецова, д. 14А
- Магазин «Валерия» — ул. Кузнецова, д. 17А
- Магазин «Продукты» — ул. Советская, рядом со сквером Героям ВОВ
- Остановка общественного транспорта (ул. Кузнецова, д. 17А и ул. Кузнецова, д. 32)

## Транспорт
Деревня Луговая доступна автотранспортом. К деревне ведут две автодороги: первая — со стороны подъезной дороги к посёлку Троицкому от автодороги федерального значения Р351 (Екатеринбург — Тюмень), вторая — непосредственно от самого посёлка.
В пешей доступности находится остановочный пункт 2023 км Свердловской железной дороги, на котором останавливаются электропоезда, следующие между Тюменью и Екатеринбургом.

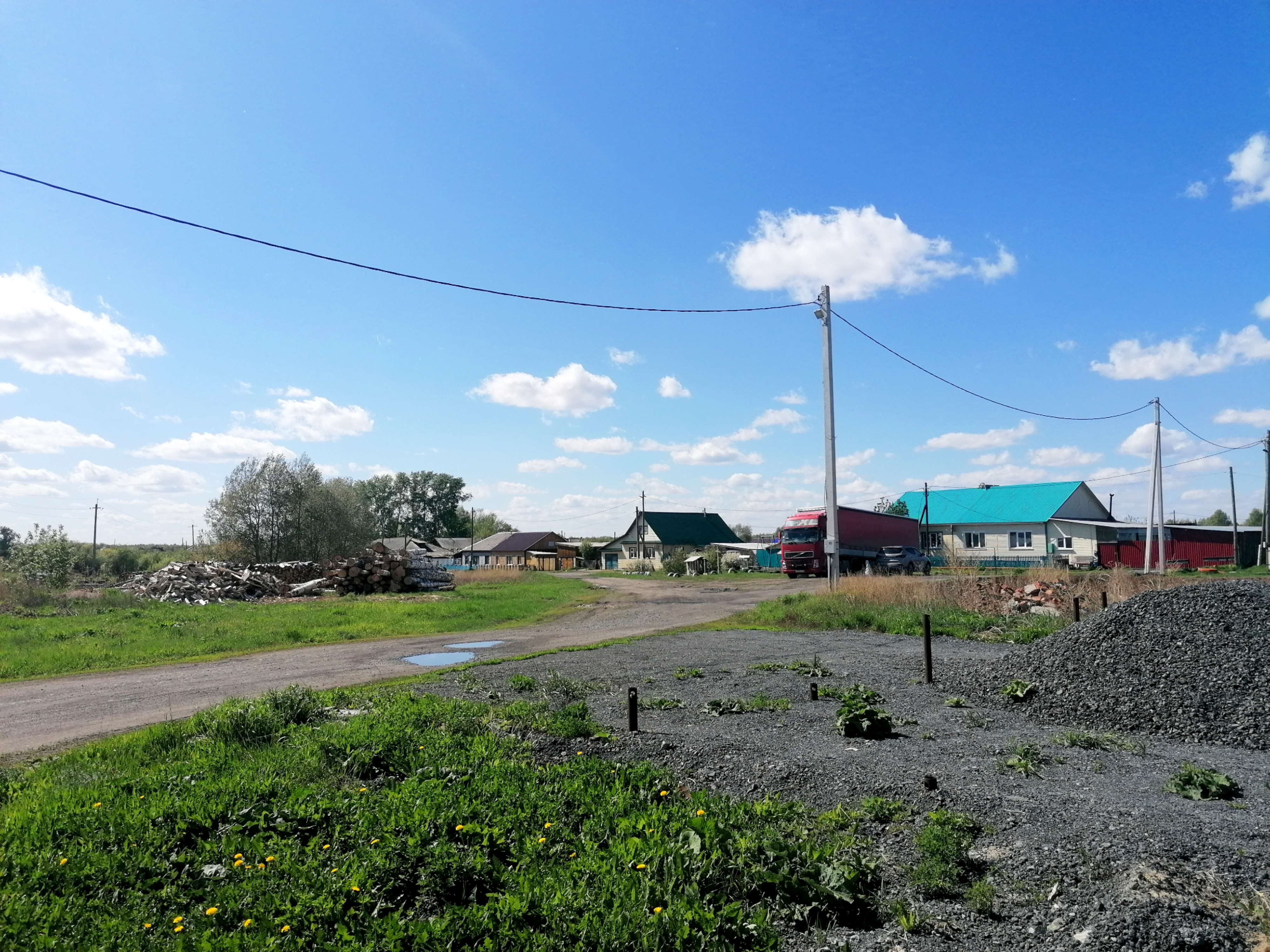
улица 8 Марта
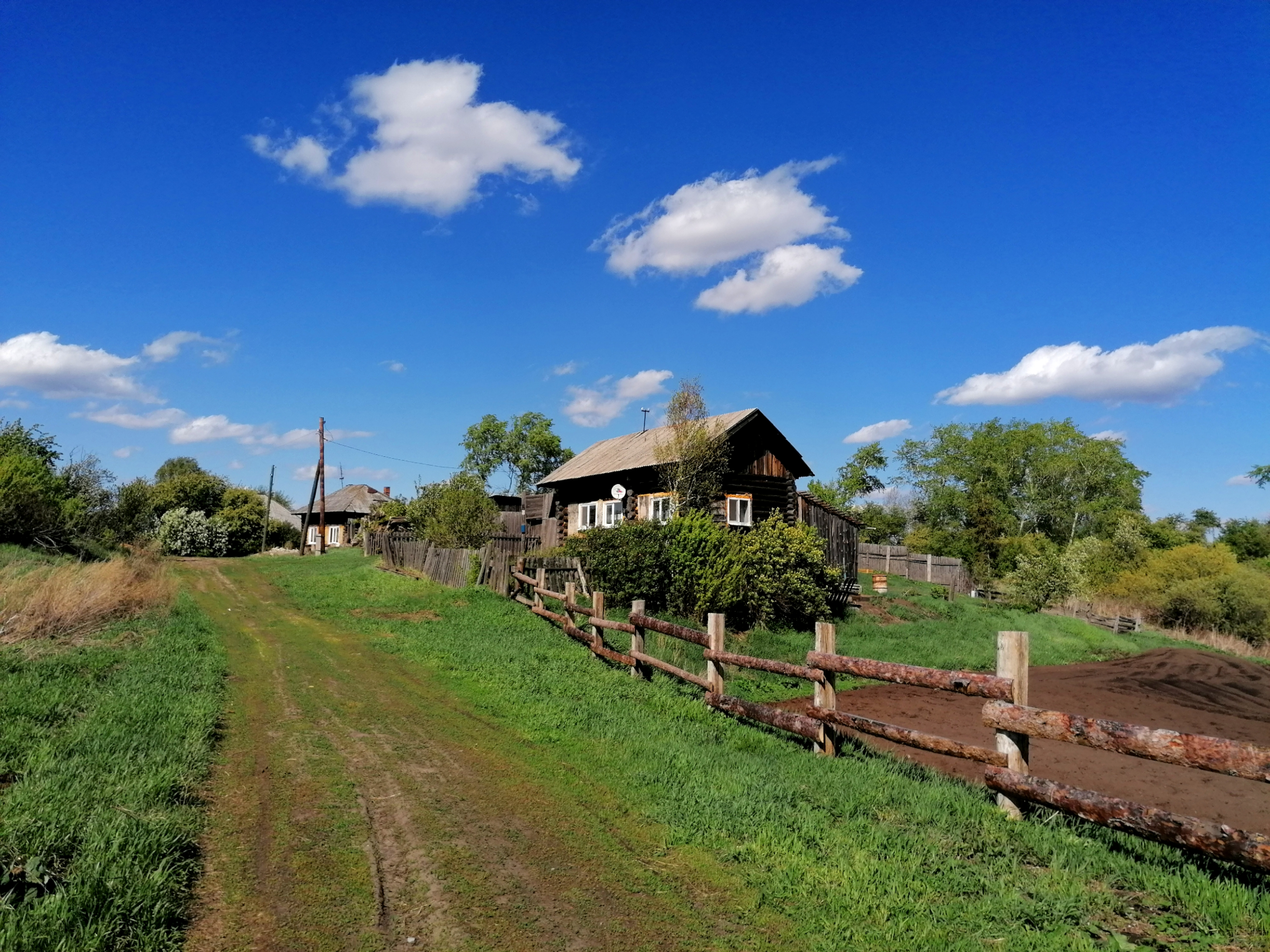
улица Береговая
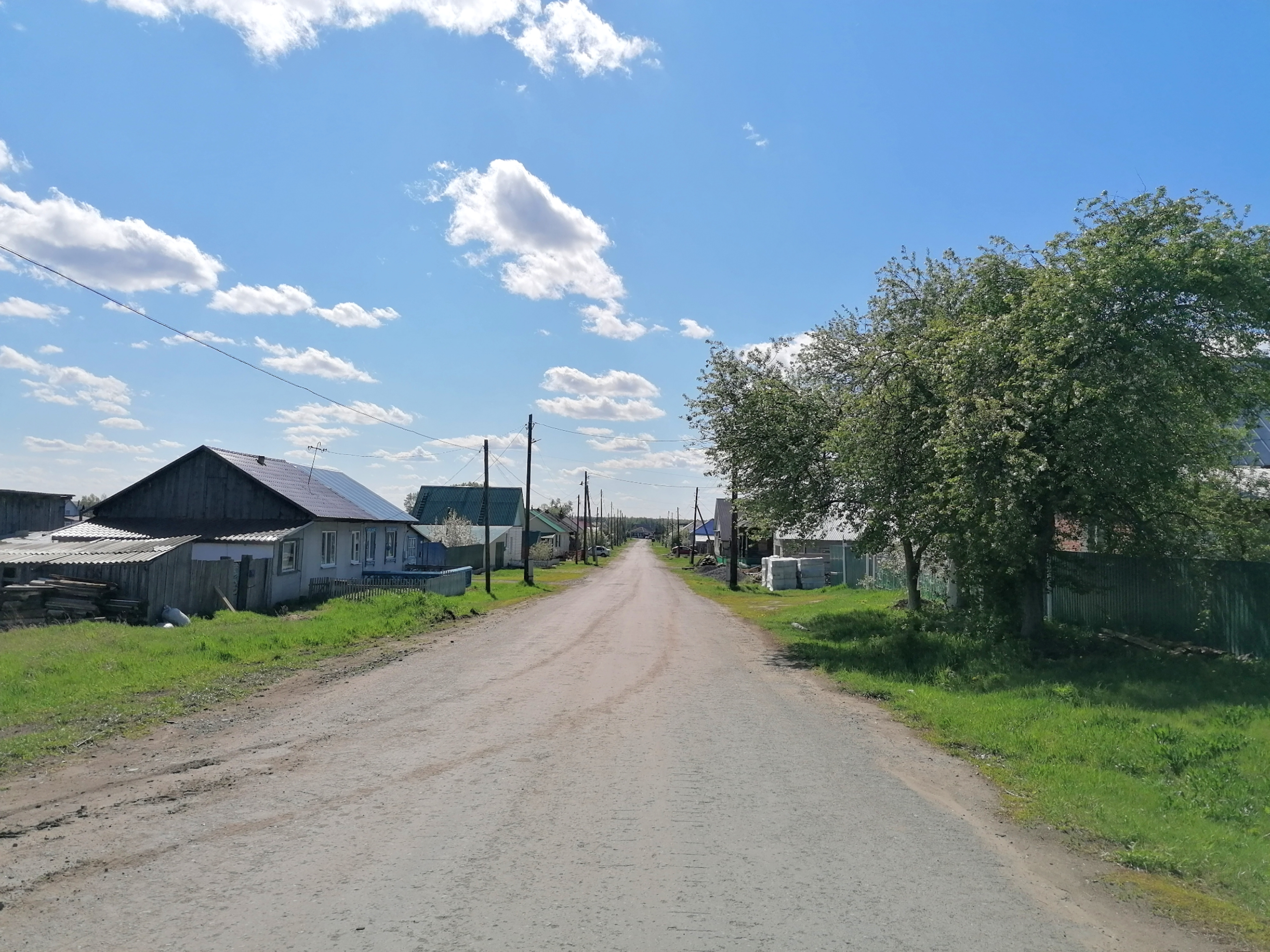
улица Кузнецова
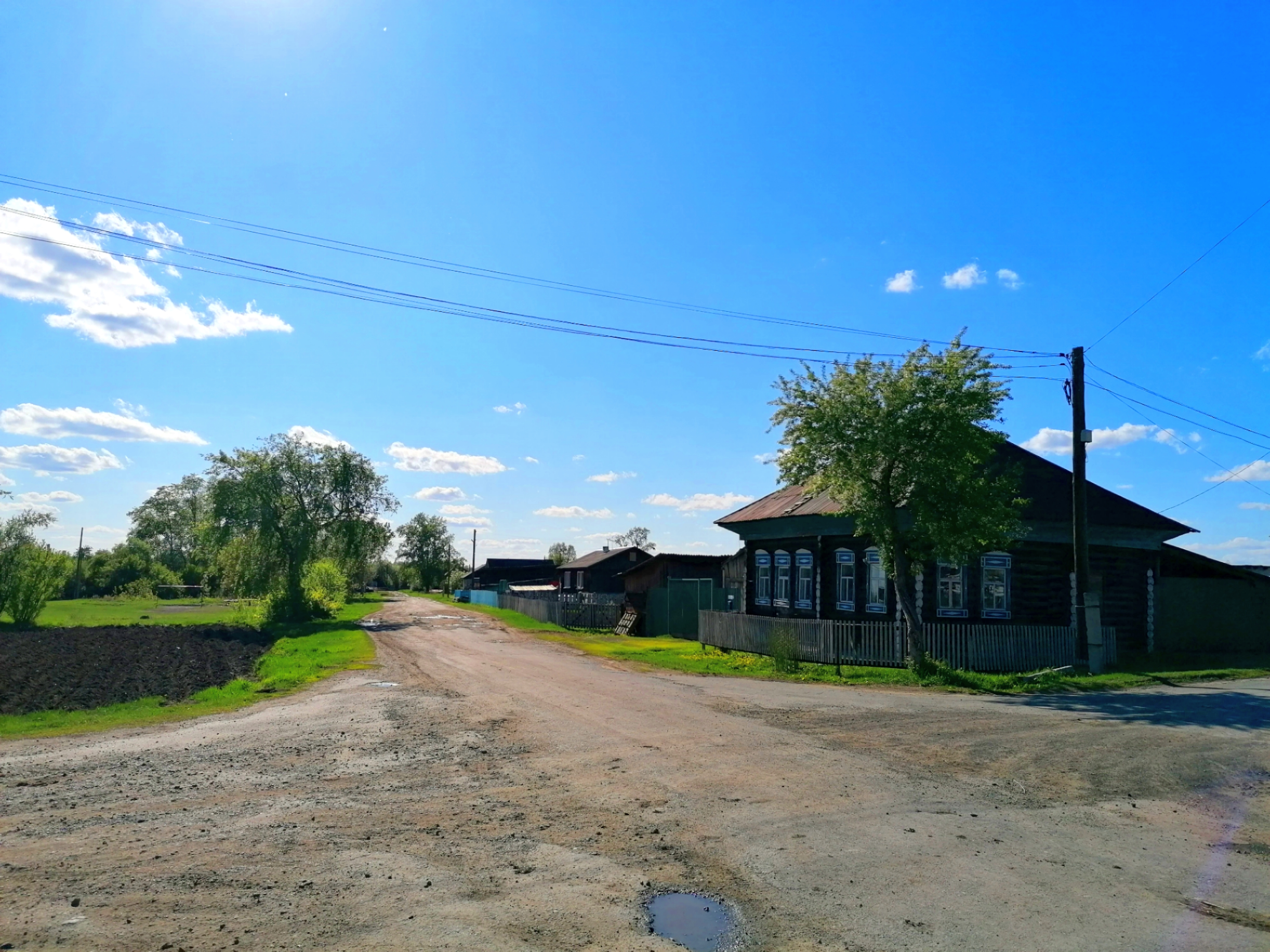
улица Советская
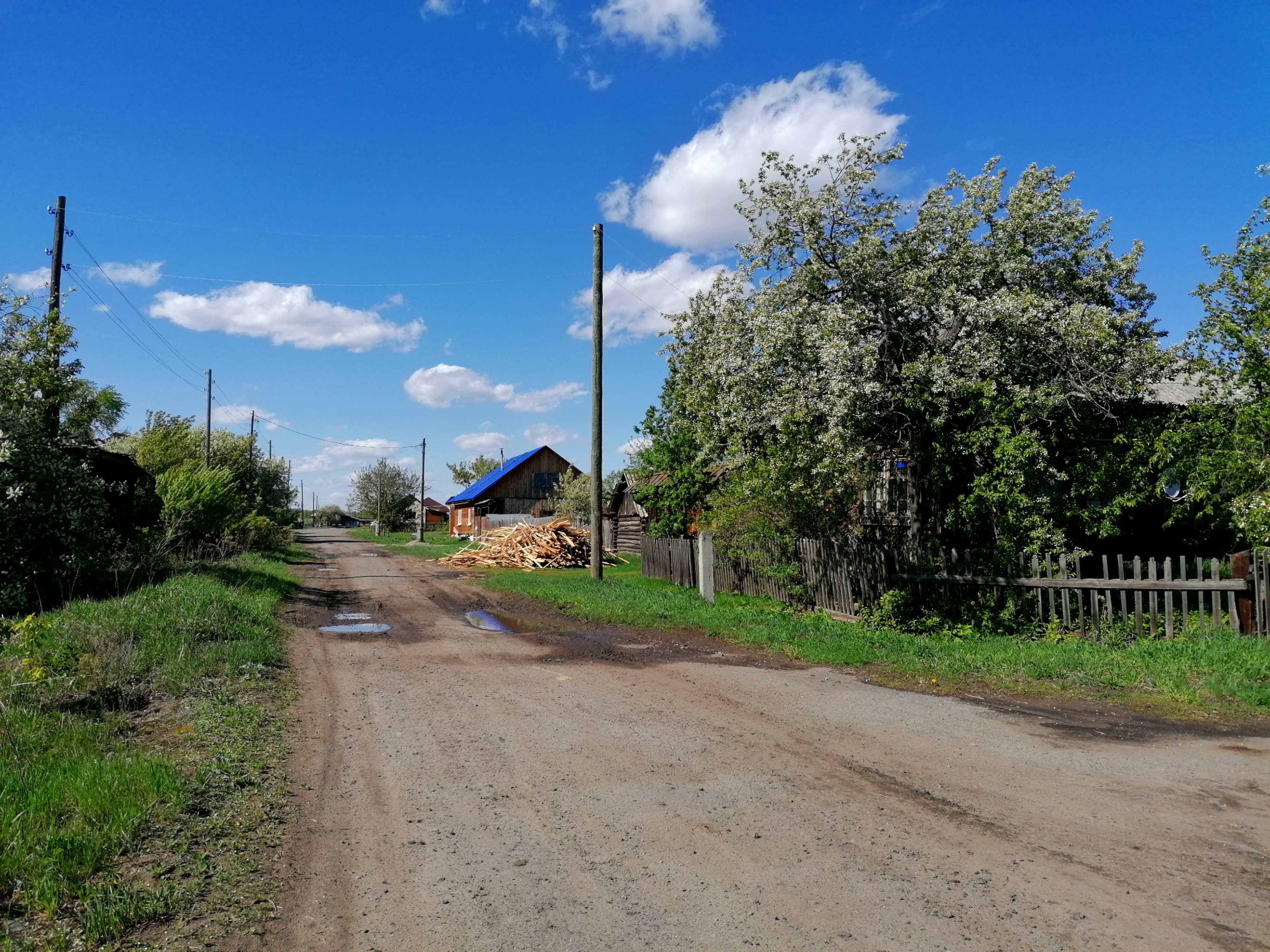
переулок Советский
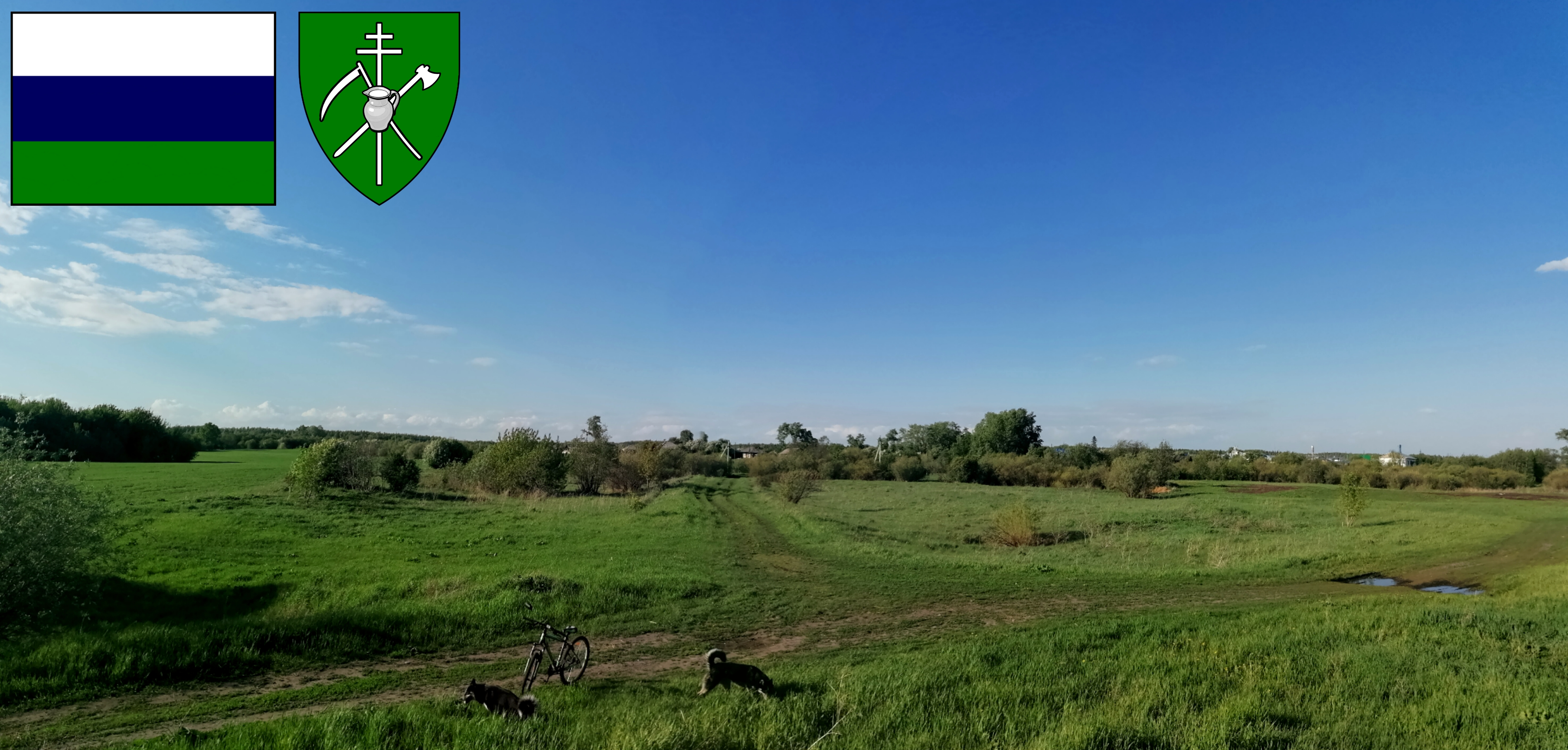
Панорама Луговой